# Нижнекалиновский
Нижнекалиновский — посёлок в Камызякском районе Астраханской области. Входит в состав Жан-Аульского сельсовета. Население 187 человек (2013), 100 % из них — казахи.

## География
Посёлок расположен в пределах Прикаспийской низменности в дельты реки Волги, в южной части Астраханской области и находится на острове, образованным ериком Кашкалдак, реками Нижняя Калиновка и Сазанка, на левом берегу реки Нижней Калиновки. Уличная сеть состоит из одного географического объекта: ул. Джамбула.
Абсолютная высота 26 метров ниже уровня моря.
Климат
умеренный, резко континентальный, характеризуется высокими температурами летом и низкими — зимой, малым количеством осадков, а также большими годовыми и летними суточными амплитудами температуры воздуха.

## Население
| 2002 | 2010 | 2013 |
| ---- | ---- | ---- |
| 168  | ↘161 | ↗187 |

Национальный и гендерный состав
По данным Всероссийской переписи в 2010 году, численность населения составляла 161 человек (90 мужчин и 71 женщина, 55,9 и 44,1 %% соответственно).
Согласно результатам переписи 2002 года, в национальной структуре населения казахи составляли 100 % от общей численности населения в 166 жителей.
| Национальность | Численность (2010) | Процент |
| -------------- | ------------------ | ------- |
| Казахи         | 155                | 98,1%   |
| Не указана     | 3                  | 1,9%    |
| Всего          | 158                | 100%    |

## Инфраструктура
Рыбодобыча. Газопровод

## Транспорт
Подъездная дорога к п. Нижнекалиновскому от региональной автотрассы Камызяк — Кировский (идентификационный номер 12 ОП РЗ 12Н 086). Остановка общественного транспорта «Нижнекалиновский». Автобус по маршруту Астрахань (автовокзал) — Нижнекалиновский
Водный транспорт.